# Championnat du monde d'échecs 1892
Le Championnat du monde d'échecs 1892 a vu s'affronter l'Américain Wilhelm Steinitz, tenant du titre, et le Russe Mikhaïl Tchigorine à La Havane du 1er janvier au 28 février 1892. Steinitz a conservé son titre.
|   | a | b | c | d | e | f | g | h |   |
| 8 | Pion noir sur case noire a7 · Pion noir sur case blanche b7 · Tour blanche sur case noire e7 · Pion noir sur case blanche h7 · Fou blanc sur case noire d6 · Cavalier blanc sur case blanche e6 · Roi noir sur case noire f6 · Fou noir sur case blanche g6 · Pion blanc sur case blanche d5 · Pion noir sur case blanche f5 · Pion noir sur case noire h4 · Pion blanc sur case blanche a2 · Pion blanc sur case noire b2 · Tour noire sur case noire d2 · Tour noire sur case blanche e2 · Pion blanc sur case noire h2 · Tour blanche sur case blanche f1 · Roi blanc sur case blanche h1 | Pion noir sur case noire a7 · Pion noir sur case blanche b7 · Tour blanche sur case noire e7 · Pion noir sur case blanche h7 · Fou blanc sur case noire d6 · Cavalier blanc sur case blanche e6 · Roi noir sur case noire f6 · Fou noir sur case blanche g6 · Pion blanc sur case blanche d5 · Pion noir sur case blanche f5 · Pion noir sur case noire h4 · Pion blanc sur case blanche a2 · Pion blanc sur case noire b2 · Tour noire sur case noire d2 · Tour noire sur case blanche e2 · Pion blanc sur case noire h2 · Tour blanche sur case blanche f1 · Roi blanc sur case blanche h1 | Pion noir sur case noire a7 · Pion noir sur case blanche b7 · Tour blanche sur case noire e7 · Pion noir sur case blanche h7 · Fou blanc sur case noire d6 · Cavalier blanc sur case blanche e6 · Roi noir sur case noire f6 · Fou noir sur case blanche g6 · Pion blanc sur case blanche d5 · Pion noir sur case blanche f5 · Pion noir sur case noire h4 · Pion blanc sur case blanche a2 · Pion blanc sur case noire b2 · Tour noire sur case noire d2 · Tour noire sur case blanche e2 · Pion blanc sur case noire h2 · Tour blanche sur case blanche f1 · Roi blanc sur case blanche h1 | Pion noir sur case noire a7 · Pion noir sur case blanche b7 · Tour blanche sur case noire e7 · Pion noir sur case blanche h7 · Fou blanc sur case noire d6 · Cavalier blanc sur case blanche e6 · Roi noir sur case noire f6 · Fou noir sur case blanche g6 · Pion blanc sur case blanche d5 · Pion noir sur case blanche f5 · Pion noir sur case noire h4 · Pion blanc sur case blanche a2 · Pion blanc sur case noire b2 · Tour noire sur case noire d2 · Tour noire sur case blanche e2 · Pion blanc sur case noire h2 · Tour blanche sur case blanche f1 · Roi blanc sur case blanche h1 | Pion noir sur case noire a7 · Pion noir sur case blanche b7 · Tour blanche sur case noire e7 · Pion noir sur case blanche h7 · Fou blanc sur case noire d6 · Cavalier blanc sur case blanche e6 · Roi noir sur case noire f6 · Fou noir sur case blanche g6 · Pion blanc sur case blanche d5 · Pion noir sur case blanche f5 · Pion noir sur case noire h4 · Pion blanc sur case blanche a2 · Pion blanc sur case noire b2 · Tour noire sur case noire d2 · Tour noire sur case blanche e2 · Pion blanc sur case noire h2 · Tour blanche sur case blanche f1 · Roi blanc sur case blanche h1 | Pion noir sur case noire a7 · Pion noir sur case blanche b7 · Tour blanche sur case noire e7 · Pion noir sur case blanche h7 · Fou blanc sur case noire d6 · Cavalier blanc sur case blanche e6 · Roi noir sur case noire f6 · Fou noir sur case blanche g6 · Pion blanc sur case blanche d5 · Pion noir sur case blanche f5 · Pion noir sur case noire h4 · Pion blanc sur case blanche a2 · Pion blanc sur case noire b2 · Tour noire sur case noire d2 · Tour noire sur case blanche e2 · Pion blanc sur case noire h2 · Tour blanche sur case blanche f1 · Roi blanc sur case blanche h1 | Pion noir sur case noire a7 · Pion noir sur case blanche b7 · Tour blanche sur case noire e7 · Pion noir sur case blanche h7 · Fou blanc sur case noire d6 · Cavalier blanc sur case blanche e6 · Roi noir sur case noire f6 · Fou noir sur case blanche g6 · Pion blanc sur case blanche d5 · Pion noir sur case blanche f5 · Pion noir sur case noire h4 · Pion blanc sur case blanche a2 · Pion blanc sur case noire b2 · Tour noire sur case noire d2 · Tour noire sur case blanche e2 · Pion blanc sur case noire h2 · Tour blanche sur case blanche f1 · Roi blanc sur case blanche h1 | Pion noir sur case noire a7 · Pion noir sur case blanche b7 · Tour blanche sur case noire e7 · Pion noir sur case blanche h7 · Fou blanc sur case noire d6 · Cavalier blanc sur case blanche e6 · Roi noir sur case noire f6 · Fou noir sur case blanche g6 · Pion blanc sur case blanche d5 · Pion noir sur case blanche f5 · Pion noir sur case noire h4 · Pion blanc sur case blanche a2 · Pion blanc sur case noire b2 · Tour noire sur case noire d2 · Tour noire sur case blanche e2 · Pion blanc sur case noire h2 · Tour blanche sur case blanche f1 · Roi blanc sur case blanche h1 | 8 |
| 7 | Pion noir sur case noire a7 · Pion noir sur case blanche b7 · Tour blanche sur case noire e7 · Pion noir sur case blanche h7 · Fou blanc sur case noire d6 · Cavalier blanc sur case blanche e6 · Roi noir sur case noire f6 · Fou noir sur case blanche g6 · Pion blanc sur case blanche d5 · Pion noir sur case blanche f5 · Pion noir sur case noire h4 · Pion blanc sur case blanche a2 · Pion blanc sur case noire b2 · Tour noire sur case noire d2 · Tour noire sur case blanche e2 · Pion blanc sur case noire h2 · Tour blanche sur case blanche f1 · Roi blanc sur case blanche h1 | Pion noir sur case noire a7 · Pion noir sur case blanche b7 · Tour blanche sur case noire e7 · Pion noir sur case blanche h7 · Fou blanc sur case noire d6 · Cavalier blanc sur case blanche e6 · Roi noir sur case noire f6 · Fou noir sur case blanche g6 · Pion blanc sur case blanche d5 · Pion noir sur case blanche f5 · Pion noir sur case noire h4 · Pion blanc sur case blanche a2 · Pion blanc sur case noire b2 · Tour noire sur case noire d2 · Tour noire sur case blanche e2 · Pion blanc sur case noire h2 · Tour blanche sur case blanche f1 · Roi blanc sur case blanche h1 | Pion noir sur case noire a7 · Pion noir sur case blanche b7 · Tour blanche sur case noire e7 · Pion noir sur case blanche h7 · Fou blanc sur case noire d6 · Cavalier blanc sur case blanche e6 · Roi noir sur case noire f6 · Fou noir sur case blanche g6 · Pion blanc sur case blanche d5 · Pion noir sur case blanche f5 · Pion noir sur case noire h4 · Pion blanc sur case blanche a2 · Pion blanc sur case noire b2 · Tour noire sur case noire d2 · Tour noire sur case blanche e2 · Pion blanc sur case noire h2 · Tour blanche sur case blanche f1 · Roi blanc sur case blanche h1 | Pion noir sur case noire a7 · Pion noir sur case blanche b7 · Tour blanche sur case noire e7 · Pion noir sur case blanche h7 · Fou blanc sur case noire d6 · Cavalier blanc sur case blanche e6 · Roi noir sur case noire f6 · Fou noir sur case blanche g6 · Pion blanc sur case blanche d5 · Pion noir sur case blanche f5 · Pion noir sur case noire h4 · Pion blanc sur case blanche a2 · Pion blanc sur case noire b2 · Tour noire sur case noire d2 · Tour noire sur case blanche e2 · Pion blanc sur case noire h2 · Tour blanche sur case blanche f1 · Roi blanc sur case blanche h1 | Pion noir sur case noire a7 · Pion noir sur case blanche b7 · Tour blanche sur case noire e7 · Pion noir sur case blanche h7 · Fou blanc sur case noire d6 · Cavalier blanc sur case blanche e6 · Roi noir sur case noire f6 · Fou noir sur case blanche g6 · Pion blanc sur case blanche d5 · Pion noir sur case blanche f5 · Pion noir sur case noire h4 · Pion blanc sur case blanche a2 · Pion blanc sur case noire b2 · Tour noire sur case noire d2 · Tour noire sur case blanche e2 · Pion blanc sur case noire h2 · Tour blanche sur case blanche f1 · Roi blanc sur case blanche h1 | Pion noir sur case noire a7 · Pion noir sur case blanche b7 · Tour blanche sur case noire e7 · Pion noir sur case blanche h7 · Fou blanc sur case noire d6 · Cavalier blanc sur case blanche e6 · Roi noir sur case noire f6 · Fou noir sur case blanche g6 · Pion blanc sur case blanche d5 · Pion noir sur case blanche f5 · Pion noir sur case noire h4 · Pion blanc sur case blanche a2 · Pion blanc sur case noire b2 · Tour noire sur case noire d2 · Tour noire sur case blanche e2 · Pion blanc sur case noire h2 · Tour blanche sur case blanche f1 · Roi blanc sur case blanche h1 | Pion noir sur case noire a7 · Pion noir sur case blanche b7 · Tour blanche sur case noire e7 · Pion noir sur case blanche h7 · Fou blanc sur case noire d6 · Cavalier blanc sur case blanche e6 · Roi noir sur case noire f6 · Fou noir sur case blanche g6 · Pion blanc sur case blanche d5 · Pion noir sur case blanche f5 · Pion noir sur case noire h4 · Pion blanc sur case blanche a2 · Pion blanc sur case noire b2 · Tour noire sur case noire d2 · Tour noire sur case blanche e2 · Pion blanc sur case noire h2 · Tour blanche sur case blanche f1 · Roi blanc sur case blanche h1 | Pion noir sur case noire a7 · Pion noir sur case blanche b7 · Tour blanche sur case noire e7 · Pion noir sur case blanche h7 · Fou blanc sur case noire d6 · Cavalier blanc sur case blanche e6 · Roi noir sur case noire f6 · Fou noir sur case blanche g6 · Pion blanc sur case blanche d5 · Pion noir sur case blanche f5 · Pion noir sur case noire h4 · Pion blanc sur case blanche a2 · Pion blanc sur case noire b2 · Tour noire sur case noire d2 · Tour noire sur case blanche e2 · Pion blanc sur case noire h2 · Tour blanche sur case blanche f1 · Roi blanc sur case blanche h1 | 7 |
| 6 | Pion noir sur case noire a7 · Pion noir sur case blanche b7 · Tour blanche sur case noire e7 · Pion noir sur case blanche h7 · Fou blanc sur case noire d6 · Cavalier blanc sur case blanche e6 · Roi noir sur case noire f6 · Fou noir sur case blanche g6 · Pion blanc sur case blanche d5 · Pion noir sur case blanche f5 · Pion noir sur case noire h4 · Pion blanc sur case blanche a2 · Pion blanc sur case noire b2 · Tour noire sur case noire d2 · Tour noire sur case blanche e2 · Pion blanc sur case noire h2 · Tour blanche sur case blanche f1 · Roi blanc sur case blanche h1 | Pion noir sur case noire a7 · Pion noir sur case blanche b7 · Tour blanche sur case noire e7 · Pion noir sur case blanche h7 · Fou blanc sur case noire d6 · Cavalier blanc sur case blanche e6 · Roi noir sur case noire f6 · Fou noir sur case blanche g6 · Pion blanc sur case blanche d5 · Pion noir sur case blanche f5 · Pion noir sur case noire h4 · Pion blanc sur case blanche a2 · Pion blanc sur case noire b2 · Tour noire sur case noire d2 · Tour noire sur case blanche e2 · Pion blanc sur case noire h2 · Tour blanche sur case blanche f1 · Roi blanc sur case blanche h1 | Pion noir sur case noire a7 · Pion noir sur case blanche b7 · Tour blanche sur case noire e7 · Pion noir sur case blanche h7 · Fou blanc sur case noire d6 · Cavalier blanc sur case blanche e6 · Roi noir sur case noire f6 · Fou noir sur case blanche g6 · Pion blanc sur case blanche d5 · Pion noir sur case blanche f5 · Pion noir sur case noire h4 · Pion blanc sur case blanche a2 · Pion blanc sur case noire b2 · Tour noire sur case noire d2 · Tour noire sur case blanche e2 · Pion blanc sur case noire h2 · Tour blanche sur case blanche f1 · Roi blanc sur case blanche h1 | Pion noir sur case noire a7 · Pion noir sur case blanche b7 · Tour blanche sur case noire e7 · Pion noir sur case blanche h7 · Fou blanc sur case noire d6 · Cavalier blanc sur case blanche e6 · Roi noir sur case noire f6 · Fou noir sur case blanche g6 · Pion blanc sur case blanche d5 · Pion noir sur case blanche f5 · Pion noir sur case noire h4 · Pion blanc sur case blanche a2 · Pion blanc sur case noire b2 · Tour noire sur case noire d2 · Tour noire sur case blanche e2 · Pion blanc sur case noire h2 · Tour blanche sur case blanche f1 · Roi blanc sur case blanche h1 | Pion noir sur case noire a7 · Pion noir sur case blanche b7 · Tour blanche sur case noire e7 · Pion noir sur case blanche h7 · Fou blanc sur case noire d6 · Cavalier blanc sur case blanche e6 · Roi noir sur case noire f6 · Fou noir sur case blanche g6 · Pion blanc sur case blanche d5 · Pion noir sur case blanche f5 · Pion noir sur case noire h4 · Pion blanc sur case blanche a2 · Pion blanc sur case noire b2 · Tour noire sur case noire d2 · Tour noire sur case blanche e2 · Pion blanc sur case noire h2 · Tour blanche sur case blanche f1 · Roi blanc sur case blanche h1 | Pion noir sur case noire a7 · Pion noir sur case blanche b7 · Tour blanche sur case noire e7 · Pion noir sur case blanche h7 · Fou blanc sur case noire d6 · Cavalier blanc sur case blanche e6 · Roi noir sur case noire f6 · Fou noir sur case blanche g6 · Pion blanc sur case blanche d5 · Pion noir sur case blanche f5 · Pion noir sur case noire h4 · Pion blanc sur case blanche a2 · Pion blanc sur case noire b2 · Tour noire sur case noire d2 · Tour noire sur case blanche e2 · Pion blanc sur case noire h2 · Tour blanche sur case blanche f1 · Roi blanc sur case blanche h1 | Pion noir sur case noire a7 · Pion noir sur case blanche b7 · Tour blanche sur case noire e7 · Pion noir sur case blanche h7 · Fou blanc sur case noire d6 · Cavalier blanc sur case blanche e6 · Roi noir sur case noire f6 · Fou noir sur case blanche g6 · Pion blanc sur case blanche d5 · Pion noir sur case blanche f5 · Pion noir sur case noire h4 · Pion blanc sur case blanche a2 · Pion blanc sur case noire b2 · Tour noire sur case noire d2 · Tour noire sur case blanche e2 · Pion blanc sur case noire h2 · Tour blanche sur case blanche f1 · Roi blanc sur case blanche h1 | Pion noir sur case noire a7 · Pion noir sur case blanche b7 · Tour blanche sur case noire e7 · Pion noir sur case blanche h7 · Fou blanc sur case noire d6 · Cavalier blanc sur case blanche e6 · Roi noir sur case noire f6 · Fou noir sur case blanche g6 · Pion blanc sur case blanche d5 · Pion noir sur case blanche f5 · Pion noir sur case noire h4 · Pion blanc sur case blanche a2 · Pion blanc sur case noire b2 · Tour noire sur case noire d2 · Tour noire sur case blanche e2 · Pion blanc sur case noire h2 · Tour blanche sur case blanche f1 · Roi blanc sur case blanche h1 | 6 |
| 5 | Pion noir sur case noire a7 · Pion noir sur case blanche b7 · Tour blanche sur case noire e7 · Pion noir sur case blanche h7 · Fou blanc sur case noire d6 · Cavalier blanc sur case blanche e6 · Roi noir sur case noire f6 · Fou noir sur case blanche g6 · Pion blanc sur case blanche d5 · Pion noir sur case blanche f5 · Pion noir sur case noire h4 · Pion blanc sur case blanche a2 · Pion blanc sur case noire b2 · Tour noire sur case noire d2 · Tour noire sur case blanche e2 · Pion blanc sur case noire h2 · Tour blanche sur case blanche f1 · Roi blanc sur case blanche h1 | Pion noir sur case noire a7 · Pion noir sur case blanche b7 · Tour blanche sur case noire e7 · Pion noir sur case blanche h7 · Fou blanc sur case noire d6 · Cavalier blanc sur case blanche e6 · Roi noir sur case noire f6 · Fou noir sur case blanche g6 · Pion blanc sur case blanche d5 · Pion noir sur case blanche f5 · Pion noir sur case noire h4 · Pion blanc sur case blanche a2 · Pion blanc sur case noire b2 · Tour noire sur case noire d2 · Tour noire sur case blanche e2 · Pion blanc sur case noire h2 · Tour blanche sur case blanche f1 · Roi blanc sur case blanche h1 | Pion noir sur case noire a7 · Pion noir sur case blanche b7 · Tour blanche sur case noire e7 · Pion noir sur case blanche h7 · Fou blanc sur case noire d6 · Cavalier blanc sur case blanche e6 · Roi noir sur case noire f6 · Fou noir sur case blanche g6 · Pion blanc sur case blanche d5 · Pion noir sur case blanche f5 · Pion noir sur case noire h4 · Pion blanc sur case blanche a2 · Pion blanc sur case noire b2 · Tour noire sur case noire d2 · Tour noire sur case blanche e2 · Pion blanc sur case noire h2 · Tour blanche sur case blanche f1 · Roi blanc sur case blanche h1 | Pion noir sur case noire a7 · Pion noir sur case blanche b7 · Tour blanche sur case noire e7 · Pion noir sur case blanche h7 · Fou blanc sur case noire d6 · Cavalier blanc sur case blanche e6 · Roi noir sur case noire f6 · Fou noir sur case blanche g6 · Pion blanc sur case blanche d5 · Pion noir sur case blanche f5 · Pion noir sur case noire h4 · Pion blanc sur case blanche a2 · Pion blanc sur case noire b2 · Tour noire sur case noire d2 · Tour noire sur case blanche e2 · Pion blanc sur case noire h2 · Tour blanche sur case blanche f1 · Roi blanc sur case blanche h1 | Pion noir sur case noire a7 · Pion noir sur case blanche b7 · Tour blanche sur case noire e7 · Pion noir sur case blanche h7 · Fou blanc sur case noire d6 · Cavalier blanc sur case blanche e6 · Roi noir sur case noire f6 · Fou noir sur case blanche g6 · Pion blanc sur case blanche d5 · Pion noir sur case blanche f5 · Pion noir sur case noire h4 · Pion blanc sur case blanche a2 · Pion blanc sur case noire b2 · Tour noire sur case noire d2 · Tour noire sur case blanche e2 · Pion blanc sur case noire h2 · Tour blanche sur case blanche f1 · Roi blanc sur case blanche h1 | Pion noir sur case noire a7 · Pion noir sur case blanche b7 · Tour blanche sur case noire e7 · Pion noir sur case blanche h7 · Fou blanc sur case noire d6 · Cavalier blanc sur case blanche e6 · Roi noir sur case noire f6 · Fou noir sur case blanche g6 · Pion blanc sur case blanche d5 · Pion noir sur case blanche f5 · Pion noir sur case noire h4 · Pion blanc sur case blanche a2 · Pion blanc sur case noire b2 · Tour noire sur case noire d2 · Tour noire sur case blanche e2 · Pion blanc sur case noire h2 · Tour blanche sur case blanche f1 · Roi blanc sur case blanche h1 | Pion noir sur case noire a7 · Pion noir sur case blanche b7 · Tour blanche sur case noire e7 · Pion noir sur case blanche h7 · Fou blanc sur case noire d6 · Cavalier blanc sur case blanche e6 · Roi noir sur case noire f6 · Fou noir sur case blanche g6 · Pion blanc sur case blanche d5 · Pion noir sur case blanche f5 · Pion noir sur case noire h4 · Pion blanc sur case blanche a2 · Pion blanc sur case noire b2 · Tour noire sur case noire d2 · Tour noire sur case blanche e2 · Pion blanc sur case noire h2 · Tour blanche sur case blanche f1 · Roi blanc sur case blanche h1 | Pion noir sur case noire a7 · Pion noir sur case blanche b7 · Tour blanche sur case noire e7 · Pion noir sur case blanche h7 · Fou blanc sur case noire d6 · Cavalier blanc sur case blanche e6 · Roi noir sur case noire f6 · Fou noir sur case blanche g6 · Pion blanc sur case blanche d5 · Pion noir sur case blanche f5 · Pion noir sur case noire h4 · Pion blanc sur case blanche a2 · Pion blanc sur case noire b2 · Tour noire sur case noire d2 · Tour noire sur case blanche e2 · Pion blanc sur case noire h2 · Tour blanche sur case blanche f1 · Roi blanc sur case blanche h1 | 5 |
| 4 | Pion noir sur case noire a7 · Pion noir sur case blanche b7 · Tour blanche sur case noire e7 · Pion noir sur case blanche h7 · Fou blanc sur case noire d6 · Cavalier blanc sur case blanche e6 · Roi noir sur case noire f6 · Fou noir sur case blanche g6 · Pion blanc sur case blanche d5 · Pion noir sur case blanche f5 · Pion noir sur case noire h4 · Pion blanc sur case blanche a2 · Pion blanc sur case noire b2 · Tour noire sur case noire d2 · Tour noire sur case blanche e2 · Pion blanc sur case noire h2 · Tour blanche sur case blanche f1 · Roi blanc sur case blanche h1 | Pion noir sur case noire a7 · Pion noir sur case blanche b7 · Tour blanche sur case noire e7 · Pion noir sur case blanche h7 · Fou blanc sur case noire d6 · Cavalier blanc sur case blanche e6 · Roi noir sur case noire f6 · Fou noir sur case blanche g6 · Pion blanc sur case blanche d5 · Pion noir sur case blanche f5 · Pion noir sur case noire h4 · Pion blanc sur case blanche a2 · Pion blanc sur case noire b2 · Tour noire sur case noire d2 · Tour noire sur case blanche e2 · Pion blanc sur case noire h2 · Tour blanche sur case blanche f1 · Roi blanc sur case blanche h1 | Pion noir sur case noire a7 · Pion noir sur case blanche b7 · Tour blanche sur case noire e7 · Pion noir sur case blanche h7 · Fou blanc sur case noire d6 · Cavalier blanc sur case blanche e6 · Roi noir sur case noire f6 · Fou noir sur case blanche g6 · Pion blanc sur case blanche d5 · Pion noir sur case blanche f5 · Pion noir sur case noire h4 · Pion blanc sur case blanche a2 · Pion blanc sur case noire b2 · Tour noire sur case noire d2 · Tour noire sur case blanche e2 · Pion blanc sur case noire h2 · Tour blanche sur case blanche f1 · Roi blanc sur case blanche h1 | Pion noir sur case noire a7 · Pion noir sur case blanche b7 · Tour blanche sur case noire e7 · Pion noir sur case blanche h7 · Fou blanc sur case noire d6 · Cavalier blanc sur case blanche e6 · Roi noir sur case noire f6 · Fou noir sur case blanche g6 · Pion blanc sur case blanche d5 · Pion noir sur case blanche f5 · Pion noir sur case noire h4 · Pion blanc sur case blanche a2 · Pion blanc sur case noire b2 · Tour noire sur case noire d2 · Tour noire sur case blanche e2 · Pion blanc sur case noire h2 · Tour blanche sur case blanche f1 · Roi blanc sur case blanche h1 | Pion noir sur case noire a7 · Pion noir sur case blanche b7 · Tour blanche sur case noire e7 · Pion noir sur case blanche h7 · Fou blanc sur case noire d6 · Cavalier blanc sur case blanche e6 · Roi noir sur case noire f6 · Fou noir sur case blanche g6 · Pion blanc sur case blanche d5 · Pion noir sur case blanche f5 · Pion noir sur case noire h4 · Pion blanc sur case blanche a2 · Pion blanc sur case noire b2 · Tour noire sur case noire d2 · Tour noire sur case blanche e2 · Pion blanc sur case noire h2 · Tour blanche sur case blanche f1 · Roi blanc sur case blanche h1 | Pion noir sur case noire a7 · Pion noir sur case blanche b7 · Tour blanche sur case noire e7 · Pion noir sur case blanche h7 · Fou blanc sur case noire d6 · Cavalier blanc sur case blanche e6 · Roi noir sur case noire f6 · Fou noir sur case blanche g6 · Pion blanc sur case blanche d5 · Pion noir sur case blanche f5 · Pion noir sur case noire h4 · Pion blanc sur case blanche a2 · Pion blanc sur case noire b2 · Tour noire sur case noire d2 · Tour noire sur case blanche e2 · Pion blanc sur case noire h2 · Tour blanche sur case blanche f1 · Roi blanc sur case blanche h1 | Pion noir sur case noire a7 · Pion noir sur case blanche b7 · Tour blanche sur case noire e7 · Pion noir sur case blanche h7 · Fou blanc sur case noire d6 · Cavalier blanc sur case blanche e6 · Roi noir sur case noire f6 · Fou noir sur case blanche g6 · Pion blanc sur case blanche d5 · Pion noir sur case blanche f5 · Pion noir sur case noire h4 · Pion blanc sur case blanche a2 · Pion blanc sur case noire b2 · Tour noire sur case noire d2 · Tour noire sur case blanche e2 · Pion blanc sur case noire h2 · Tour blanche sur case blanche f1 · Roi blanc sur case blanche h1 | Pion noir sur case noire a7 · Pion noir sur case blanche b7 · Tour blanche sur case noire e7 · Pion noir sur case blanche h7 · Fou blanc sur case noire d6 · Cavalier blanc sur case blanche e6 · Roi noir sur case noire f6 · Fou noir sur case blanche g6 · Pion blanc sur case blanche d5 · Pion noir sur case blanche f5 · Pion noir sur case noire h4 · Pion blanc sur case blanche a2 · Pion blanc sur case noire b2 · Tour noire sur case noire d2 · Tour noire sur case blanche e2 · Pion blanc sur case noire h2 · Tour blanche sur case blanche f1 · Roi blanc sur case blanche h1 | 4 |
| 3 | Pion noir sur case noire a7 · Pion noir sur case blanche b7 · Tour blanche sur case noire e7 · Pion noir sur case blanche h7 · Fou blanc sur case noire d6 · Cavalier blanc sur case blanche e6 · Roi noir sur case noire f6 · Fou noir sur case blanche g6 · Pion blanc sur case blanche d5 · Pion noir sur case blanche f5 · Pion noir sur case noire h4 · Pion blanc sur case blanche a2 · Pion blanc sur case noire b2 · Tour noire sur case noire d2 · Tour noire sur case blanche e2 · Pion blanc sur case noire h2 · Tour blanche sur case blanche f1 · Roi blanc sur case blanche h1 | Pion noir sur case noire a7 · Pion noir sur case blanche b7 · Tour blanche sur case noire e7 · Pion noir sur case blanche h7 · Fou blanc sur case noire d6 · Cavalier blanc sur case blanche e6 · Roi noir sur case noire f6 · Fou noir sur case blanche g6 · Pion blanc sur case blanche d5 · Pion noir sur case blanche f5 · Pion noir sur case noire h4 · Pion blanc sur case blanche a2 · Pion blanc sur case noire b2 · Tour noire sur case noire d2 · Tour noire sur case blanche e2 · Pion blanc sur case noire h2 · Tour blanche sur case blanche f1 · Roi blanc sur case blanche h1 | Pion noir sur case noire a7 · Pion noir sur case blanche b7 · Tour blanche sur case noire e7 · Pion noir sur case blanche h7 · Fou blanc sur case noire d6 · Cavalier blanc sur case blanche e6 · Roi noir sur case noire f6 · Fou noir sur case blanche g6 · Pion blanc sur case blanche d5 · Pion noir sur case blanche f5 · Pion noir sur case noire h4 · Pion blanc sur case blanche a2 · Pion blanc sur case noire b2 · Tour noire sur case noire d2 · Tour noire sur case blanche e2 · Pion blanc sur case noire h2 · Tour blanche sur case blanche f1 · Roi blanc sur case blanche h1 | Pion noir sur case noire a7 · Pion noir sur case blanche b7 · Tour blanche sur case noire e7 · Pion noir sur case blanche h7 · Fou blanc sur case noire d6 · Cavalier blanc sur case blanche e6 · Roi noir sur case noire f6 · Fou noir sur case blanche g6 · Pion blanc sur case blanche d5 · Pion noir sur case blanche f5 · Pion noir sur case noire h4 · Pion blanc sur case blanche a2 · Pion blanc sur case noire b2 · Tour noire sur case noire d2 · Tour noire sur case blanche e2 · Pion blanc sur case noire h2 · Tour blanche sur case blanche f1 · Roi blanc sur case blanche h1 | Pion noir sur case noire a7 · Pion noir sur case blanche b7 · Tour blanche sur case noire e7 · Pion noir sur case blanche h7 · Fou blanc sur case noire d6 · Cavalier blanc sur case blanche e6 · Roi noir sur case noire f6 · Fou noir sur case blanche g6 · Pion blanc sur case blanche d5 · Pion noir sur case blanche f5 · Pion noir sur case noire h4 · Pion blanc sur case blanche a2 · Pion blanc sur case noire b2 · Tour noire sur case noire d2 · Tour noire sur case blanche e2 · Pion blanc sur case noire h2 · Tour blanche sur case blanche f1 · Roi blanc sur case blanche h1 | Pion noir sur case noire a7 · Pion noir sur case blanche b7 · Tour blanche sur case noire e7 · Pion noir sur case blanche h7 · Fou blanc sur case noire d6 · Cavalier blanc sur case blanche e6 · Roi noir sur case noire f6 · Fou noir sur case blanche g6 · Pion blanc sur case blanche d5 · Pion noir sur case blanche f5 · Pion noir sur case noire h4 · Pion blanc sur case blanche a2 · Pion blanc sur case noire b2 · Tour noire sur case noire d2 · Tour noire sur case blanche e2 · Pion blanc sur case noire h2 · Tour blanche sur case blanche f1 · Roi blanc sur case blanche h1 | Pion noir sur case noire a7 · Pion noir sur case blanche b7 · Tour blanche sur case noire e7 · Pion noir sur case blanche h7 · Fou blanc sur case noire d6 · Cavalier blanc sur case blanche e6 · Roi noir sur case noire f6 · Fou noir sur case blanche g6 · Pion blanc sur case blanche d5 · Pion noir sur case blanche f5 · Pion noir sur case noire h4 · Pion blanc sur case blanche a2 · Pion blanc sur case noire b2 · Tour noire sur case noire d2 · Tour noire sur case blanche e2 · Pion blanc sur case noire h2 · Tour blanche sur case blanche f1 · Roi blanc sur case blanche h1 | Pion noir sur case noire a7 · Pion noir sur case blanche b7 · Tour blanche sur case noire e7 · Pion noir sur case blanche h7 · Fou blanc sur case noire d6 · Cavalier blanc sur case blanche e6 · Roi noir sur case noire f6 · Fou noir sur case blanche g6 · Pion blanc sur case blanche d5 · Pion noir sur case blanche f5 · Pion noir sur case noire h4 · Pion blanc sur case blanche a2 · Pion blanc sur case noire b2 · Tour noire sur case noire d2 · Tour noire sur case blanche e2 · Pion blanc sur case noire h2 · Tour blanche sur case blanche f1 · Roi blanc sur case blanche h1 | 3 |
| 2 | Pion noir sur case noire a7 · Pion noir sur case blanche b7 · Tour blanche sur case noire e7 · Pion noir sur case blanche h7 · Fou blanc sur case noire d6 · Cavalier blanc sur case blanche e6 · Roi noir sur case noire f6 · Fou noir sur case blanche g6 · Pion blanc sur case blanche d5 · Pion noir sur case blanche f5 · Pion noir sur case noire h4 · Pion blanc sur case blanche a2 · Pion blanc sur case noire b2 · Tour noire sur case noire d2 · Tour noire sur case blanche e2 · Pion blanc sur case noire h2 · Tour blanche sur case blanche f1 · Roi blanc sur case blanche h1 | Pion noir sur case noire a7 · Pion noir sur case blanche b7 · Tour blanche sur case noire e7 · Pion noir sur case blanche h7 · Fou blanc sur case noire d6 · Cavalier blanc sur case blanche e6 · Roi noir sur case noire f6 · Fou noir sur case blanche g6 · Pion blanc sur case blanche d5 · Pion noir sur case blanche f5 · Pion noir sur case noire h4 · Pion blanc sur case blanche a2 · Pion blanc sur case noire b2 · Tour noire sur case noire d2 · Tour noire sur case blanche e2 · Pion blanc sur case noire h2 · Tour blanche sur case blanche f1 · Roi blanc sur case blanche h1 | Pion noir sur case noire a7 · Pion noir sur case blanche b7 · Tour blanche sur case noire e7 · Pion noir sur case blanche h7 · Fou blanc sur case noire d6 · Cavalier blanc sur case blanche e6 · Roi noir sur case noire f6 · Fou noir sur case blanche g6 · Pion blanc sur case blanche d5 · Pion noir sur case blanche f5 · Pion noir sur case noire h4 · Pion blanc sur case blanche a2 · Pion blanc sur case noire b2 · Tour noire sur case noire d2 · Tour noire sur case blanche e2 · Pion blanc sur case noire h2 · Tour blanche sur case blanche f1 · Roi blanc sur case blanche h1 | Pion noir sur case noire a7 · Pion noir sur case blanche b7 · Tour blanche sur case noire e7 · Pion noir sur case blanche h7 · Fou blanc sur case noire d6 · Cavalier blanc sur case blanche e6 · Roi noir sur case noire f6 · Fou noir sur case blanche g6 · Pion blanc sur case blanche d5 · Pion noir sur case blanche f5 · Pion noir sur case noire h4 · Pion blanc sur case blanche a2 · Pion blanc sur case noire b2 · Tour noire sur case noire d2 · Tour noire sur case blanche e2 · Pion blanc sur case noire h2 · Tour blanche sur case blanche f1 · Roi blanc sur case blanche h1 | Pion noir sur case noire a7 · Pion noir sur case blanche b7 · Tour blanche sur case noire e7 · Pion noir sur case blanche h7 · Fou blanc sur case noire d6 · Cavalier blanc sur case blanche e6 · Roi noir sur case noire f6 · Fou noir sur case blanche g6 · Pion blanc sur case blanche d5 · Pion noir sur case blanche f5 · Pion noir sur case noire h4 · Pion blanc sur case blanche a2 · Pion blanc sur case noire b2 · Tour noire sur case noire d2 · Tour noire sur case blanche e2 · Pion blanc sur case noire h2 · Tour blanche sur case blanche f1 · Roi blanc sur case blanche h1 | Pion noir sur case noire a7 · Pion noir sur case blanche b7 · Tour blanche sur case noire e7 · Pion noir sur case blanche h7 · Fou blanc sur case noire d6 · Cavalier blanc sur case blanche e6 · Roi noir sur case noire f6 · Fou noir sur case blanche g6 · Pion blanc sur case blanche d5 · Pion noir sur case blanche f5 · Pion noir sur case noire h4 · Pion blanc sur case blanche a2 · Pion blanc sur case noire b2 · Tour noire sur case noire d2 · Tour noire sur case blanche e2 · Pion blanc sur case noire h2 · Tour blanche sur case blanche f1 · Roi blanc sur case blanche h1 | Pion noir sur case noire a7 · Pion noir sur case blanche b7 · Tour blanche sur case noire e7 · Pion noir sur case blanche h7 · Fou blanc sur case noire d6 · Cavalier blanc sur case blanche e6 · Roi noir sur case noire f6 · Fou noir sur case blanche g6 · Pion blanc sur case blanche d5 · Pion noir sur case blanche f5 · Pion noir sur case noire h4 · Pion blanc sur case blanche a2 · Pion blanc sur case noire b2 · Tour noire sur case noire d2 · Tour noire sur case blanche e2 · Pion blanc sur case noire h2 · Tour blanche sur case blanche f1 · Roi blanc sur case blanche h1 | Pion noir sur case noire a7 · Pion noir sur case blanche b7 · Tour blanche sur case noire e7 · Pion noir sur case blanche h7 · Fou blanc sur case noire d6 · Cavalier blanc sur case blanche e6 · Roi noir sur case noire f6 · Fou noir sur case blanche g6 · Pion blanc sur case blanche d5 · Pion noir sur case blanche f5 · Pion noir sur case noire h4 · Pion blanc sur case blanche a2 · Pion blanc sur case noire b2 · Tour noire sur case noire d2 · Tour noire sur case blanche e2 · Pion blanc sur case noire h2 · Tour blanche sur case blanche f1 · Roi blanc sur case blanche h1 | 2 |
| 1 | Pion noir sur case noire a7 · Pion noir sur case blanche b7 · Tour blanche sur case noire e7 · Pion noir sur case blanche h7 · Fou blanc sur case noire d6 · Cavalier blanc sur case blanche e6 · Roi noir sur case noire f6 · Fou noir sur case blanche g6 · Pion blanc sur case blanche d5 · Pion noir sur case blanche f5 · Pion noir sur case noire h4 · Pion blanc sur case blanche a2 · Pion blanc sur case noire b2 · Tour noire sur case noire d2 · Tour noire sur case blanche e2 · Pion blanc sur case noire h2 · Tour blanche sur case blanche f1 · Roi blanc sur case blanche h1 | Pion noir sur case noire a7 · Pion noir sur case blanche b7 · Tour blanche sur case noire e7 · Pion noir sur case blanche h7 · Fou blanc sur case noire d6 · Cavalier blanc sur case blanche e6 · Roi noir sur case noire f6 · Fou noir sur case blanche g6 · Pion blanc sur case blanche d5 · Pion noir sur case blanche f5 · Pion noir sur case noire h4 · Pion blanc sur case blanche a2 · Pion blanc sur case noire b2 · Tour noire sur case noire d2 · Tour noire sur case blanche e2 · Pion blanc sur case noire h2 · Tour blanche sur case blanche f1 · Roi blanc sur case blanche h1 | Pion noir sur case noire a7 · Pion noir sur case blanche b7 · Tour blanche sur case noire e7 · Pion noir sur case blanche h7 · Fou blanc sur case noire d6 · Cavalier blanc sur case blanche e6 · Roi noir sur case noire f6 · Fou noir sur case blanche g6 · Pion blanc sur case blanche d5 · Pion noir sur case blanche f5 · Pion noir sur case noire h4 · Pion blanc sur case blanche a2 · Pion blanc sur case noire b2 · Tour noire sur case noire d2 · Tour noire sur case blanche e2 · Pion blanc sur case noire h2 · Tour blanche sur case blanche f1 · Roi blanc sur case blanche h1 | Pion noir sur case noire a7 · Pion noir sur case blanche b7 · Tour blanche sur case noire e7 · Pion noir sur case blanche h7 · Fou blanc sur case noire d6 · Cavalier blanc sur case blanche e6 · Roi noir sur case noire f6 · Fou noir sur case blanche g6 · Pion blanc sur case blanche d5 · Pion noir sur case blanche f5 · Pion noir sur case noire h4 · Pion blanc sur case blanche a2 · Pion blanc sur case noire b2 · Tour noire sur case noire d2 · Tour noire sur case blanche e2 · Pion blanc sur case noire h2 · Tour blanche sur case blanche f1 · Roi blanc sur case blanche h1 | Pion noir sur case noire a7 · Pion noir sur case blanche b7 · Tour blanche sur case noire e7 · Pion noir sur case blanche h7 · Fou blanc sur case noire d6 · Cavalier blanc sur case blanche e6 · Roi noir sur case noire f6 · Fou noir sur case blanche g6 · Pion blanc sur case blanche d5 · Pion noir sur case blanche f5 · Pion noir sur case noire h4 · Pion blanc sur case blanche a2 · Pion blanc sur case noire b2 · Tour noire sur case noire d2 · Tour noire sur case blanche e2 · Pion blanc sur case noire h2 · Tour blanche sur case blanche f1 · Roi blanc sur case blanche h1 | Pion noir sur case noire a7 · Pion noir sur case blanche b7 · Tour blanche sur case noire e7 · Pion noir sur case blanche h7 · Fou blanc sur case noire d6 · Cavalier blanc sur case blanche e6 · Roi noir sur case noire f6 · Fou noir sur case blanche g6 · Pion blanc sur case blanche d5 · Pion noir sur case blanche f5 · Pion noir sur case noire h4 · Pion blanc sur case blanche a2 · Pion blanc sur case noire b2 · Tour noire sur case noire d2 · Tour noire sur case blanche e2 · Pion blanc sur case noire h2 · Tour blanche sur case blanche f1 · Roi blanc sur case blanche h1 | Pion noir sur case noire a7 · Pion noir sur case blanche b7 · Tour blanche sur case noire e7 · Pion noir sur case blanche h7 · Fou blanc sur case noire d6 · Cavalier blanc sur case blanche e6 · Roi noir sur case noire f6 · Fou noir sur case blanche g6 · Pion blanc sur case blanche d5 · Pion noir sur case blanche f5 · Pion noir sur case noire h4 · Pion blanc sur case blanche a2 · Pion blanc sur case noire b2 · Tour noire sur case noire d2 · Tour noire sur case blanche e2 · Pion blanc sur case noire h2 · Tour blanche sur case blanche f1 · Roi blanc sur case blanche h1 | Pion noir sur case noire a7 · Pion noir sur case blanche b7 · Tour blanche sur case noire e7 · Pion noir sur case blanche h7 · Fou blanc sur case noire d6 · Cavalier blanc sur case blanche e6 · Roi noir sur case noire f6 · Fou noir sur case blanche g6 · Pion blanc sur case blanche d5 · Pion noir sur case blanche f5 · Pion noir sur case noire h4 · Pion blanc sur case blanche a2 · Pion blanc sur case noire b2 · Tour noire sur case noire d2 · Tour noire sur case blanche e2 · Pion blanc sur case noire h2 · Tour blanche sur case blanche f1 · Roi blanc sur case blanche h1 | 1 |
|   | a | b | c | d | e | f | g | h |   |

## Résultats
Il s'agissait d'un match de 20 parties pour lequel un score de 10½ ou 10 victoires étaient nécessaires pour remporter le titre. En cas d'ex æquo 10-10, le match aurait continué jusqu'à ce qu'un des joueurs obtienne 10 victoires. 
En cas d'ex æquo avec 9 victoires partout, Steinitz aurait conservé son titre.
Lors de la vingt-troisième partie, Steinitz menait par 9 à 8. Si Tchigorine avait gagné cette partie, un nouveau match aurait été organisé.
|                    | 1 | 2 | 3 | 4 | 5 | 6 | 7 | 8 | 9 | 10 | 11 | 12 | 13 | 14 | 15 | 16 | 17 | 18 | 19 | 20 | 21 | 22 | 23 | Points | Victoires |
| ------------------ | - | - | - | - | - | - | - | - | - | -- | -- | -- | -- | -- | -- | -- | -- | -- | -- | -- | -- | -- | -- | ------ | --------- |
| Mikhaïl Tchigorine | 1 | ½ | ½ | 0 | ½ | 0 | 1 | 1 | ½ | 1  | 0  | 1  | 0  | 0  | 1  | 0  | 1  | 0  | 1  | 0  | ½  | 0  | 0  | 10½    | 8         |
| Wilhelm Steinitz   | 0 | ½ | ½ | 1 | ½ | 1 | 0 | 0 | ½ | 0  | 1  | 0  | 1  | 1  | 0  | 1  | 0  | 1  | 0  | 1  | ½  | 1  | 1  | 12 ½   | 10        |
Le score étant de 10 à 10 après 20 parties, les joueurs continuèrent jusqu'à ce qu'un des deux joueurs obtiennent 10 victoires.

## Parties remarquables
- Tchigorine - Steinitz, 1re partie, 1-0
- Steinitz - Tchigorine, 4e partie, 1-0
- Tchigorine - Steinitz, 23e partie, 0-1